# Clinton Woods
Clinton Woods (ur. 1 maja 1972 w Sheffield) – brytyjski bokser, były zawodowy mistrz świata organizacji IBF w kategorii półciężkiej (do 175 funtów).
Karierę bokserską rozpoczął w listopadzie 1994. Pierwszej porażki w karierze doznał z Davidem Starie, w swojej dwudziestej walce, w 1998 roku. We wrześniu 2001 wygrał pojedynek eliminacyjny WBC z Yawe Davisem.
7 września 2002 stoczył walkę z Royem Jonesem Jr., będącym w tym okresie niekwestionowanym mistrzem w kategorii półciężkiej (posiadał pasy mistrzowskie organizacji WBC, WBA, IBF i kilku innych, mniejszych federacji). Woods przegrał walkę przez techniczny nokaut w szóstej rundzie po tym, jak jego trener rzucił ręcznik na ring przerywając walkę.
W listopadzie 2003 stoczył następną walkę mistrzowską, tym razem o wakujący tytuł organizacji IBF. Jego przeciwnikiem był Glen Johnson. Pojedynek zakończył się remisem i o tym komu przypadnie tytuł mistrza, musiała zadecydować walka rewanżowa. Doszło do niej 6 lutego 2004. Wygrał ją Jamajczyk jednogłośną decyzją na punkty.
W październiku tego samego roku pokonał przez techniczny nokaut w ostatniej rundzie Jasona DeLisle, mimo że już w pierwszej leżał na deskach. 4 marca 2005 dostał trzecią szansę zdobycia tytułu mistrza świata po tym, jak Johnson zrezygnował z mistrzowskiego pasa, by móc walczyć z Antonio Tarverem. Tym razem wykorzystał ją, nokautując w piątej rundzie Rico Hoya. Jeszcze w 2005 stoczył walkę z Julio Césarem Gonzálezem i pokonał go na punkty. W maju 2006 jeszcze raz znokautował Jasona DeLisle, tym razem w szóstej rundzie. Niecałe cztery miesiące później doszło do trzeciego pojedynku z Glenem Johnsonem. Woods wyszedł z niego zwycięsko, ale decyzja sędziów podjęta została niejednogłośnie.
W 2007 stoczył jedną walkę – 29 września po raz drugi pokonał na punkty Julio Césara Gonzáleza. Tytuł mistrza świata IBF stracił w swojej piątej obronie – 12 kwietnia 2008, przegrywając na punkty z Antonio Tarverem.
W lutym 2009 w pojedynku eliminacyjnym IBF pokonał Elvira Muriqi, jednak 28 sierpnia 2009 przegrał na punkty walkę o wakujący tytuł mistrza świata IBF z Tavorisem Cloudem. Kilka dni po tym pojedynku ogłosił zakończenie kariery bokserskiej.